# سفيان بيضاوي
سفيان بيضاوي هو لاعب كرة قدم مغربي من مواليد 20 أبريل 1990، يشغل حالياً مركز لاعب وسط بنادي أفيلينو.

## مسيرته
ولد بيضاوي بمدينة إيتربيك ببلجيكا، ولعب لصالح نادي فيسترلو وروزلار وليرس. وفي صيف سنة 2013، وقع سفيان لنادي بارما الإيطالي. لاحقاً تمت إعارته لنادي كروتوني لموسم 2013–2014.
في 11 يوليوز 2016 وقع بيضاوي عقد سنتين للعب لصالح نادي أفيلينو، مع إمكانية التمديد لموسم آخر.
شارك بيضاوي مع المنتخب الأولمبي المغربي في الألعاب الأولمبية 2012.

## روابط خارجية
- سفيان بيضاوي على موقع الاتحاد الدولي (مؤرشف)  (الإنجليزية)
- سفيان بيضاوي على موقع قاعدة بيانات كرة القدم.إي يو (الإنجليزية)
- سفيان بيضاوي على موقع Soccerway.com (الإنجليزية)
- سفيان بيضاوي على موقع أوليمبيديا (الإنجليزية)
- سفيان بيضاوي على موقع AS.com (الإسبانية)
- الصفحة الشخصية لسفيان بيضاوي على soccerway.